# Pianissimo (Film)
Pianissimo ist ein US-amerikanischer in Stop-Motion animierter Kurzfilm von Carmen D’Avino aus dem Jahr 1963.

## Handlung
Ein Schallplattenspieler spielt eine Platte mit dem Titel Pianissimo ab, doch hängt die Platte. Kurze Zeit später beginnt ein Elektrisches Klavier, Unterhaltungsmusik zu spielen. Im Takt der Musik werden nach und nach Zimmergegenstände mit Mustern bunt bemalt, sei es ein Schrank, eine Skulptur oder das Klavier selbst. Auf Papier der Notenrolle entstehen entlang der gestanzten Löcher Städte und geometrische Figuren. Am Ende bleibt eine Zimmereinrichtung im Stil des Flower Power zurück. Bei dem ebenfalls spielenden Schallplattenspieler, der nicht bemalt wurde, zerbricht die Schallplatte.

## Produktion
Pianissimo wurde am 1. Januar 1963 veröffentlicht. Der Maler und avantgardistische Filmemacher D’Avino widmete den Film dem Kunstexperten Irwin Lefcourt und dessen Frau Sarah.
Das British Film Institute umschrieb den Film als Vision dessen, was geschehen könnte, „wenn ein verrückt gewordener Maler in einem Raum mit einem mechanischen Klavier, einem Schallplattenspieler und mehreren Farbeimern zurückgelassen werden würde“.

## Auszeichnungen
Pianissimo wurde 1964 für einen Oscar in der Kategorie „Bester animierter Kurzfilm“ nominiert, konnte sich jedoch nicht gegen The Critic durchsetzen.